# 라트비아 자치 정교회
라트비아 자치 정교회(Latvian Orthodox Autonomous Church) 또는 성 라트비아 정교회(All Holy Orthodox Church of Latvia)는 러시아 자치 정교회의 라트비아 소재 기독교 교단이다. 2011년부터 라트비아 자치 정교회는 콘스탄티노폴리스 세계총대주교청의 일부분이고 예배상에서 콘스탄티노폴리스 세계총대주교를 기념하기로 결정하였다. 현재 라트비아 자치 정교회의 수좌 주교는 다우가프필스와 라트비아의 대주교 빅터이다.

## 역사
1994년부터 라트비아 자치 정교회는 라트비아 정부에게 정교회 교단으로 인가해줄 것을 요청해왔다. 라트비아의 법률은 하나의 종교당 하나의 기관만 등록하도록 허용하는데, 라트비아 정교회가 정교회 단체로 이미 등록되어 있기 때문이다.
2018년 3월 현재, 라트비아 자치 정교회는 라트비아 정부에 의해 정교회 종교 단체로 인가받지 못하였다. 그러나 라트비아 자치 정교회는 1936년에 이미 등록을 하였다고 정부에 주장한 끝에 2019년 10월 정교회 단체로 공식 등록될 수 있었다.
라트비아 자치 정교회는 2006년 현재 14개의 교회를 보유하고 있다. 2015년 현재 라트비아에 약 220명의 신자가 있다.

## 같이 보기
- 콘스탄티노폴리스 세계총대주교청
- 라트비아 정교회